# Anas fulvigula
Anas fulvigula е вид птица от семейство Патицови (Anatidae).

## Разпространение
Видът е разпространен в Мексико и САЩ.